# Штурмовий полк «Луганськ»
Штурмовий полк «Луганськ» — воєнізований підрозділ Управління поліції особливого призначення № 3 Департаменту поліції особливого призначення «ОШБ НПУ «Лють».

## Історія

### Передумови і створення
У квітні 2014 року Голова МВС Арсен Аваков видав наказ про формування добровольчих спецбатальйонів МВС із патріотично налаштованих громадян України. ГУ МВС України у Луганській області розпочало у співпраці з луганським штабом «Руху опору» Юлії Тимошенко формувати три добровольчі батальйони — «Тимур», «Стаханов» і «Луганськ». Заступником командира БПСМОП «Луганськ» був призначений Артем Вітко. Зволікання керівництва Луганського ГУ МВС із озброєнням добровольців сторюваних батальйонів привело до їх розгрому. Луганські патріоти були вимушені передислокувалися на Дніпропетровщину, де у травні було завершено формування батальйону, — як «Луганськ-1» у структурі ГУ МВС України у Дніпропетровській області.
Батальйон був створений в 8 травня 2014 року в структурі ГУ МВС України у Дніпропетровській області з добровольців
Особовий склад підрозділу в той час складався на 80 % із луганчан. Відділ зв'язків з громадськістю ГУ МВС України у Луганській області повідомив 10 серпня 2014 року, що чергова група міліціонерів батальйону патрульної служби міліції особливого призначення «Луганск-1» склали присягу на вірність народу України, ще 200 добровольців-новобранців пройшли відбіркову комісію.
Комбатом «Луганська-1» було призначено Андрія Левка. Насправді це був Артем Вітко, який до обрання народним депутатом носив на людях балаклаву і використовував цей позивний, щоб забезпечити безпеку своїх друзів, рідних та близьких на Луганщині.
За свідченням Артема Вітка до вересня на озброєнні особового складу спецпідрозділу перебувала лише легка стрілецька зброя: пістолети, автомати і легкі кулемети. У вересні батальйон одержав важке піхотне озброєння: ручні протитанкові гранатомети РПГ-7 та автоматичні гранатомети АГС-17, крупнокаліберні кулемети Дегтярьова-Шпагіна і «Утьос», невелику кількість бронетехніки — БРДМ-2.

### Відправка у зону бойових дій
1 серпня 2014 року батальйон знищив 15 терористів в Сєвєродонецьку на Луганщині.
27 серпня 2014 року «Луганськ-1» спільно із спецпідрозділами ВВ «Омега» і «Ягуар» провели зачистку кількох населених пунктів Слов'яносербського району Луганської області, — сел Кримське і Сокольники. Біля Сіверського Дінця поміж Кримським і Сокольниками батальйон за підтримки бронетехніки БТР-3 й БТР-4 вступив в бій, в ході якого було знищено 1 міномет противника і до 40 бойовиків.
4 вересня 2014 року громадські активісти передали бійцям батальйону броньований автомобіль.
8 вересня 2014 року 1 рота батальйону «Луганськ-1» захопила корегувальника вогню сепаратистів поблизу м. Первомайська, чим було припинено обстріл блокпостів.
31 жовтня 2014 року батальйон оголосив до розшуку прибічника терористів Михайла Пореченкова: «Батальйоном Луганськ-1 розшукується Пореченков Михайло Євгенович, 1969 року народження, громадянин Росії, який є прихильником сепаратистів. За злочин, передбачений статтею 110, ст. 258, ст. 263 КК України».
У вересні 2020 року особовий склад батальйону був піднятий по тривозі для надання допомоги місцевим мешканцям та фахівцям ДСНС у ліквідації осередків пожеж на Луганщині.
20 травня 2020 року поблизу смт Трьохізбенка Новоайдарського району, командир батальйону патрульної служби поліції особливого призначення «Луганськ-1» полковник Сергій Губанов дістав осколкові поранення та помер по дорозі в лікарню.

### Повномасштабне вторгнення Росії 2022 року
Повномасштабне вторгнення рф в Україну батальйон «Луганськ-1» зустрів у м. Щастя. О п’ятій ранку 24 лютого 2022 року поліцейські побачили по камерах спостереження формування російських колон техніки. Через декілька хвилин ця техніка була у місті. Зволікати часу не залишилося. Аби зберегти людей, згідно з планом, правоохоронці були виведені на рубежі в іншій частині міста. З найбільш досвідченими поліцейськими, прикордонниками і бійцями ЗСУ, «Луганськ-1» дав бій окупантам.
Першу атаку було відбито, взято військовополонених. Потім правоохоронців зі зброєю та технікою «перекинули» до Сєвєродонецька. За домовленістю з керівниками 79 ОДШБр, поліцейські мали вирушити знову до Щастя, аби допомогти військовим. Проте їх не пропустили, адже місто вже перебувало в оточенні.
На допомогу до Сєвєродонецька прибули поліцейські підрозділи з Чернігова, Херсону, Полтави та Львова. І цей зведений підрозділ під командуванням Олександра Твердохліба взяв на себе поліцейські та військові функції. Спільно з військовими вони відтісняли переважаючі сили противника за межі міста, стояли на передових позиціях у Попасній, Рубіжному та Кремінній.
Як один з найшокуючих проявів російських окупантів Твердохліб згадує такий випадок. Олександр із групою поліцейських перебував із евакуаційною місією у Попасній, яка на той момент переживала черговий масований артобстріл. Група місцевих жителів перечікувала вогняний шторм у бомбосховищі. В цей час російський снаряд впав точнісінько в укриття, спричинивши один з найкривавіших злочинів окупантів за увесь час вторгнення.
До останнього правоохоронці тримали оборону Сєвєродонецька та Лисичанська. Евакуювали місцеве населення. Потім підрозділ було переведено до Бахмута.
Оскільки «Луганськ-1» зберіг боєздатність, його було направлено на доукомплектування та навчання веденню боїв у місті. Батальйон готували до Харківського контрнаступу. Відпрацьовувалось все до деталей, кожен підрозділ мав свій певний сектор відповідальності. За «Луганськ-1» з ротою «Суми» було закріплено звільнення та утримання Вербівки. Прикривали фланг військовослужбовців та не дали підірвати міст через річку.
За два дні було звільнено Балаклею. Ворог не очікував такого натиску і тікав якнайшвидше від Ізюма до Куп’янська. Також «Луганськ-1» брав безпосередню участь у звільненні Новоселівки та Стельмахівки, що на Луганщині.
У березні 2023 року ЗМІ повідомили, що батальйон увійшов до складу штурмової бригади поліції «Лють». З жовтня 2023 року батальйон був розширений до полку та отримав назву штурмовий полк «Луганськ».
28 грудня 2023 року Верховний головнокомандувач Президент України Володимир Зеленський відзначив роботу бригади Нацполіції «Лють». У своєму зверненні Президент відмітив воїнів бригади, а саме:
- Старшого лейтенанта поліції Івана Кротова, командира взводу штурмового полку «Луганськ». Група під командуванням Івана вступила у вогневий контакт з окупантами, знищила їх та зайняла позиції.
- Капітана поліції Михайла Главатського, заступника командира роти штурмового полку «Луганськ». Керуючи штурмовою групою, Михайло виявив сили противника у визначеному квадраті. Після чого, негайно вступивши у стрілецький бій з ворожими військами, завдав значних втрат противнику.

Весною 2024 року штурмовий полк «Луганськ» разом з полками «Цунамі» та «Дніпро-1» бригади «Лють» у взаємодії з іншими підрозділами Сил безпеки і оборони України брав участь в обороні м. Часів Яр в Бахмутському районі Донецької області.

## Командування
- (08.05.2014—06.10.2014) капітан Артем Леонидовіч Вітко, позивний «Андрій Левко»
- (07.10.2014—06.11.2015) Костянтин Скліфус
- (07.11.2015—20.05.2020) Сергій Леонідович Губанов, позивний «Сивий»
- 2020 Олександр Твердохліб[28]

## Втрати
- Кос Євгеній Ярославович, молодший сержант міліції, помер 21 березня 2016 року[29].
- Бондар Дмитро, сержант поліції, загинув 5 грудня 2020 року в ДТП[30].
- Сергій Губанов полковник поліції, комбат загинув 20.05.2020, підірвавшись на міні.[31]
- Гордієвич Ірина Василівна, старший лейтенант. Була поранена в перший день повномасштабного вторгнення і не мала можливості евакуюватися з окупованого м. Щастя. За однією версією, її вбило розривом снаряду. За іншою — закидали гранатами в оточеному приміщенні поліцейського відділку міста[32]. Пізніше на російських сайтах з'явилася інформація, що вороги її розстріляли[33]
- Дейнега Ігор Ігорович «Арієць», лейтенант поліції. Під час прямого контакту з ворогом, 16.09.2023, отримав поранення в ногу, але після надання собі першої медичної допомоги, він продовжив бій. Загинув 17.09.2023 року, унаслідок артилерійсько-мінометного обстрілу біля нп. Курдюмівка, Бахмутського району, Донецької області.

## Галерея

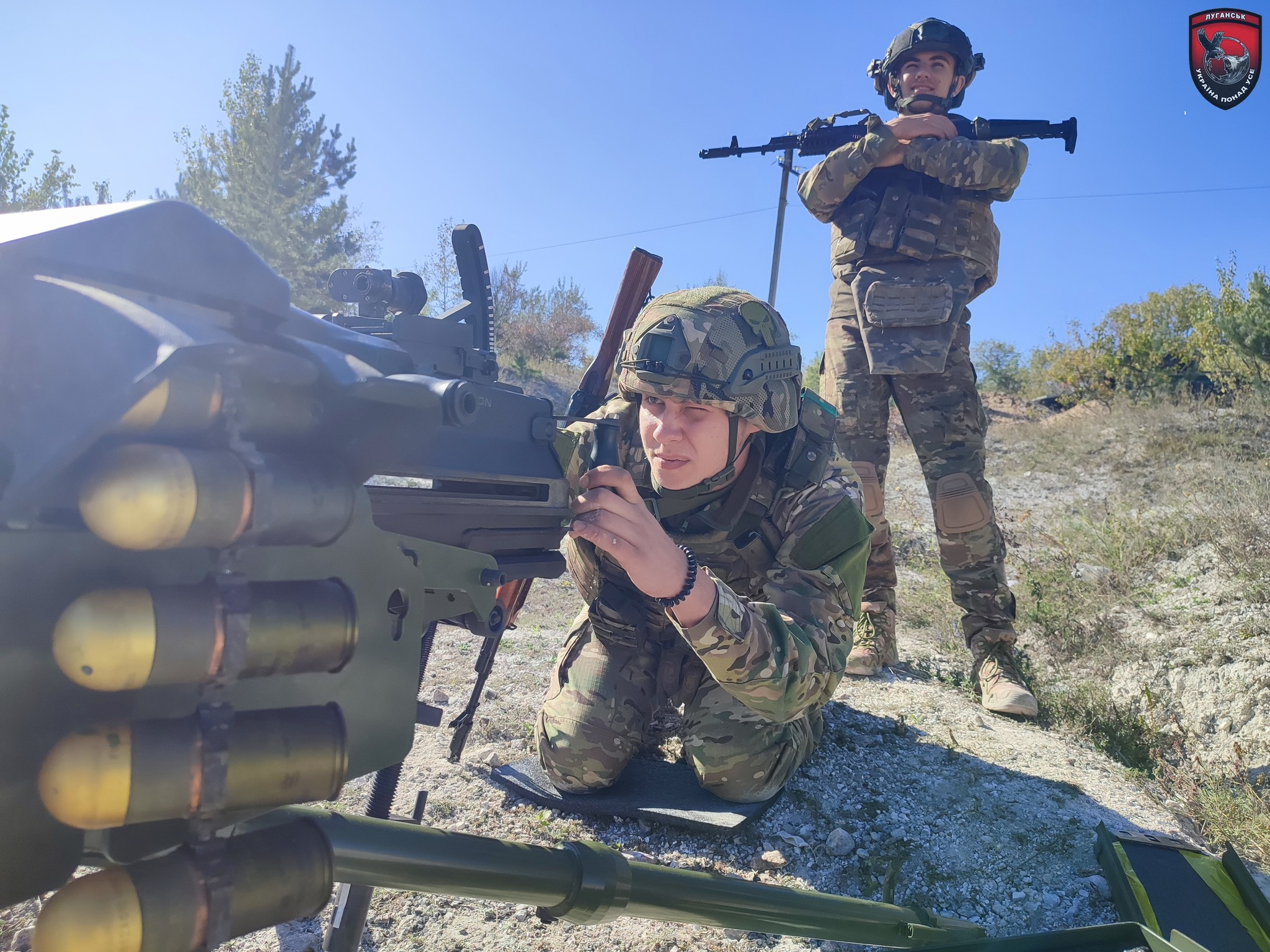
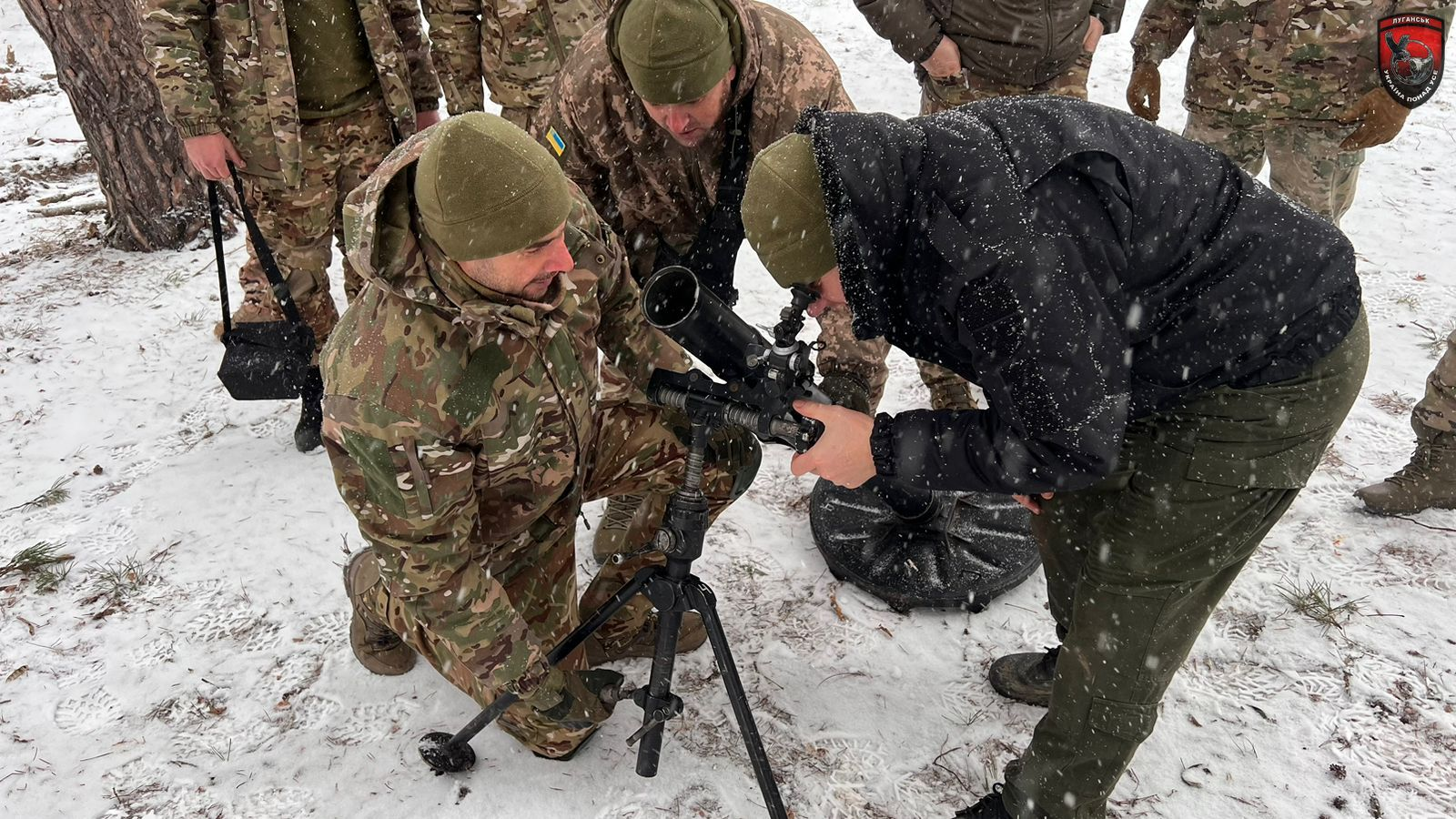

## Згадкиу ЗМІ
- В Северодонецке вручили Боевой флаг батальону полиции особого назначения имени Сергея Губанова (фото) //03-02-2021 [Архівовано 25 лютого 2022 у Wayback Machine.](рос.)
- На Луганщині попрощалися з командиром батальйону «Луганськ-1» Сергієм Губановим //20.05.2020